# Stawy stępowo-śródstopne

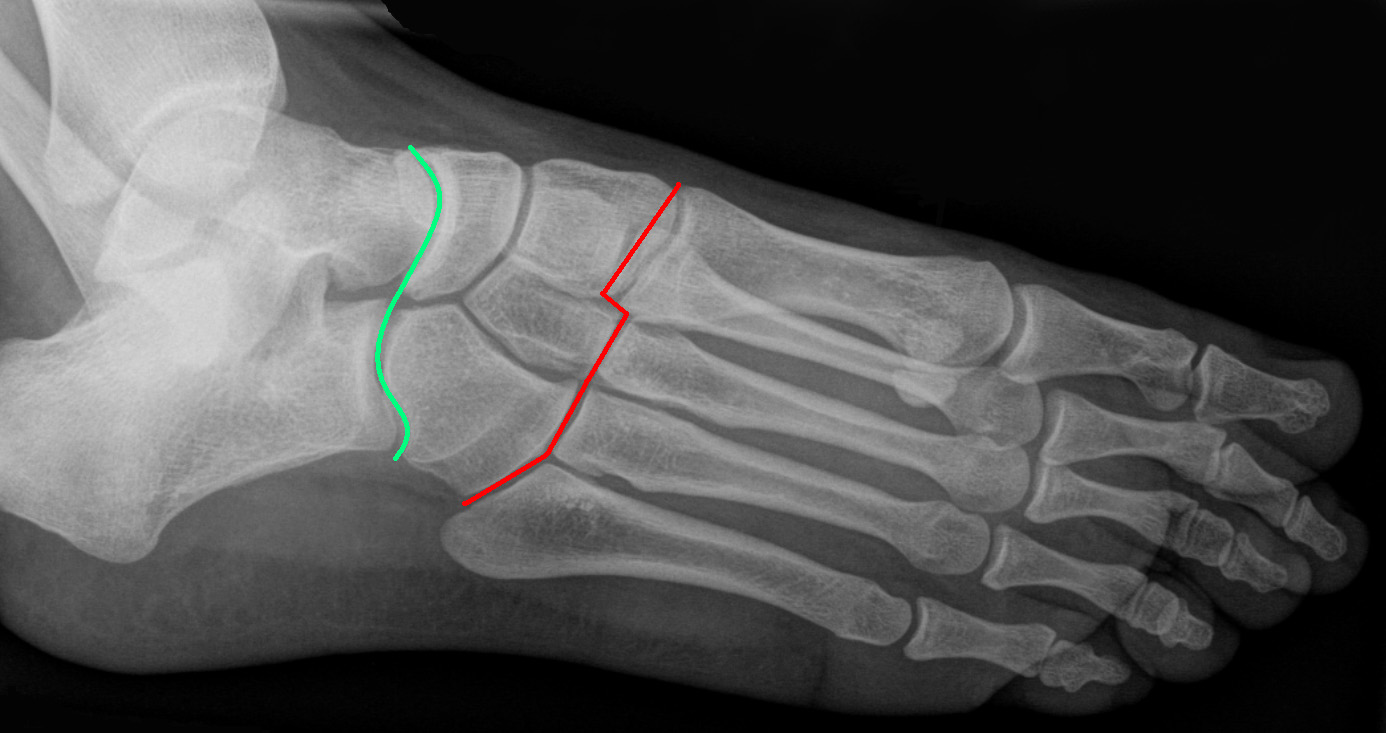
Staw poprzeczny stępu (na zielono) i stawy stępowo-śródstopne (na czerwono).

Stawy stępowo-śródstopne, staw Lisfranca (łac. articulationes tarsometatarseae, articulatio Lisfranci) – w anatomii człowieka grupa stawów kończyny dolnej łączących kości stępu (kość klinowatą przyśrodkową, kość klinowatą pośrednią, kość klinowatą boczną i kość sześcienną) z wszystkimi pięcioma kośćmi śródstopia.
Stawy stępowo-śródstopne są miejscem, w którym przeprowadza się odjęcie stopy (amputację). Inną linią, wzdłuż której przeprowadza się amputację, jest staw poprzeczny stępu (staw Choparta). W przypadku amputacji w stawach stępowo-śródstopnych kończyna zachowuje nie tylko funkcję podporową (jak w przypadku amputacji w stawie poprzecznym stępu), lecz również możliwość propulsji, czyli odbijania kończyny od podłoża.
Nazwa eponimiczna upamiętnia francuskiego chirurga Jacques’a Lisfranca.